# 虛擬學位
虛擬學位又稱在线学位，是一种学术学位，通常是大学学位，包括副學士、学士、硕士和博士学位，但有时也包括高中文凭和非学位证书课程，人們主要或完全通过互联网的學習以获得虛擬學位。技术的發展、全球范围内互联网的普及使得遙距教育需求的激增。